# Hiekkasaaret (ö i Södra Savolax, Nyslott)
Hiekkasaaret är en ö i Finland. Den ligger i sjön Enonvesi och i kommunen Heinävesi i den ekonomiska regionen  Nyslotts ekonomiska region  och landskapet Södra Savolax, i den sydöstra delen av landet, 300 km nordost om huvudstaden Helsingfors. Öns area är 1,3 hektar och dess största längd är 260 meter i sydöst-nordvästlig riktning.  Notera att namnet antyder att det är fråga om flera öar.